# Run Run Run (The Velvet Underground)
Run Run Run è un brano musicale dei The Velvet Underground, registrato nel 1966 e pubblicato l'anno dopo nell'LP d'esordio del gruppo intitolato The Velvet Underground & Nico.

## Il brano
La canzone è la traccia numero cinque dell'album, ed è stata scritta da Lou Reed sia per il testo che per la musica. Ballata urbana dall'atmosfera decadente, si ambienta nella città di New York e racconta le storie di alcune persone morte in circostanze tragiche, ad esempio per assunzione di droghe.